# Acetyl-Coenzym A

Kurzdarstellung der Strukturformel von Acetyl-CoA

Acetyl-Coenzym A (kurz Acetyl-CoA) ist ein „aktivierter“ Essigsäurerest (CH3CO-). Dieser ist an die SH-Gruppe des Cysteamin-Anteils von Coenzym A gebunden. Sie leitet sich durch Veresterung der SH-Gruppe von Coenzym A mit Essigsäure ab.

## Vorkommen und biologische Bedeutung
Aufgrund des hohen Gruppenübertragungspotenzials der Thioestergruppierung spielt Acetyl-Coenzym A eine Schlüsselrolle bei zahlreichen Stoffwechselreaktionen, in welchen C2-Bruchstücke (Acetateinheiten) umgesetzt werden.
Bei den meisten Säugetieren, einschließlich dem Menschen ist Acetyl-CoA das wichtigste Zwischenprodukt im Zellstoffwechsel der drei Hauptnährstoffe Kohlenhydrate, Lipide und Aminosäuren.
Acetyl-CoA entsteht im Organismus bei mehreren Stoffwechselvorgängen:
- Zum einen wird es durch die oxidative Decarboxylierung von Pyruvat gebildet (das seinerseits als Endprodukt der Glykolyse anfällt), aber auch durch den Abbau von Aminosäuren (wie z. B. L-Alanin). Die oxidative Decarboxylierung des Pyruvats findet im Mitochondrium statt. Dort katalysiert der Pyruvatdehydrogenase-Enzymkomplex die Abspaltung von Kohlendioxid CO2 (die Carboxygruppe wird abgespalten, daher „Decarboxylierung“) und gleichzeitig die Verknüpfung des übrigbleibenden Acetylrests mit der SH-Gruppe des Coenzym A. Dabei wird das ursprünglich mittlere C-Atom des Pyruvats oxidiert (daher „oxidativ“).

- Außerdem entsteht Acetyl-CoA beim Abbau von Fettsäuren im Rahmen der β-Oxidation. Hier werden von der Fettsäure nacheinander immer zwei Kohlenstoffatome in Form von Acetyl-CoA abgespalten. So entstehen z. B. beim Abbau von Palmitinsäure mit 16 C-Atomen im Rahmen der β-Oxidation acht Moleküle Acetyl-CoA. Auch dieser Vorgang findet in der Mitochondrien-Matrix statt.
- Darüber hinaus kann Acetyl-CoA sowohl im Cytosol, als auch in den Mitochondrien und in Peroxisomen durch die Decarboxylierung von Malonyl-CoA durch das Enzym Malonyl-CoA-Decarboxylase (MCD) gebildet werden.[4]

- Im assimilatorischen Stoffwechsel vieler Anaerobier tritt es außerdem als Produkt des reduktiven Acetyl-CoA-Wegs sowie des reduktiven Citratzyklus auf.

Der Acetylrest des gebildeten Acetyl-CoA kann im Mitochondrium durch Citratzyklus und Atmungskette komplett zu CO2 und H2O abgebaut oder zur Synthese energiereicher Verbindungen wie Triglyceride, Ketonkörper oder Cholesterin herangezogen werden. Diese anabolen Prozesse finden teils im Cytosol statt (z. B. Fettsäuresynthese), jedoch kann das Acetyl-CoA nicht ohne weiteres das Mitochondrium verlassen und auch die Transportwege für längerkettige Carbonsäuren (s. u.) sind ihm versperrt. Für den Transport von Acetyl-CoA aus dem Mitochondrium in das Cytosol gibt es daher ein spezielles Transportsystem, das sogenannte Citrat-Shuttle.
Für die Verlängerungseinheiten der mitochondrialen Fettsäuresynthese (mtFAS) wird Acetyl-CoA durch die mitochondriale Isoform der Acetyl-CoA-Carboxylase 1 (mtACC1) in Malonyl-CoA umgewandelt, unterstützt durch Acyl-CoA-Synthetase-Familienmitglied 3 (ACSF3), das zusätzlich Malonyl-CoA aus Malonat bereitstellt. In Reaktion auf die Verfügbarkeit von mitochondrialem Acetyl-CoA baut mtFAS Acylketten an das in der Matrix lösliche Acyl-Carrier-Protein (Holo-ACP) und bildet so Acyl-ACP-Varianten mit unterschiedlichen Kettenlängen. Diese Acyl-ACP-Varianten werden benötigt für die Biosynthese von Liponsäure, einem Cofaktor wichtiger mitochondrialer Enzymkomplexe wie dem Pyruvat-Dehydrogenase-Komplex (PDC), dem α-Ketoglutarat-Dehydrogenase-Komplex (OGDC), dem 2-Oxoadipat-Dehydrogenase-Komplex (OADHC), dem verzweigtkettigen α-Ketosäure-Dehydrogenase-Komplex (BCKDHC) und dem Glycine-Cleavage-System, sowie zur allosterischen Aktivierung des Netzwerkes der LYRM-Proteine. Die Mitglieder dieses Netzwerks regulieren die Biogenese von Eisen-Schwefel-Clustern, die Assemblierung der Komplexe der Atmungskette und die mitochondriale Translation, wobei letztere selbst bei eingeschränkter Acetyl-CoA-Verfügbarkeit aktiv bleibt. Zusammengefasst steuert Acetyl-CoA seinen eigenen mitochondrialen Verbrauch über mtFAS und acyliertes ACP, indem es bei Substratüberschuss die oxidative Kapazität erhöht und bei Substratmangel die Aktivität der Atmungskette herabreguliert, um die Bildung reaktiver Sauerstoffspezies (ROS) zu verhindern.